# Liste der Naturdenkmale in Herzogenrath

Naturdenkmalzeichen

Die Liste der Naturdenkmale in Herzogenrath listet sämtliche Naturdenkmale der Stadt Herzogenrath auf.
Ein Naturdenkmal ist ein natürlich entstandenes Landschaftselement, das unter Naturschutz gestellt ist. Es kann ein einzeln stehendes oder vorkommendes Gebilde wie eine Felsnadel oder ein einzeln stehender Baum sein, undefinierten Umfangs wie eine Höhle oder auch ein Gebiet oder Gebilde mit einer beschränkten Fläche und einer klaren Abgrenzung von seiner Umgebung wie ein Felsengarten oder eine Wiese; letztere werden als flächenhaftes Naturdenkmal oder Flächennaturdenkmal bezeichnet.

## Naturdenkmale in Herzogenrath
| Denkmal-Nummer | Ort / Lage | Bezeichnung des ND                                                        | Anzahl | Art                                  | Eingetragen seit                                     | Schutzgrund | Beschreibung | Bild            |
| -------------- | --- | ------------------------------------------------------------------------- | ------ | ------------------------------------ | ---------------------------------------------------- | ----------- | --- | --------------- |
| 6              | Herzogenrath ca. 120 m östlich der Erkensstraße, hinter der neuen Feuer- und Rettungswache, am Broicher Bach Karte                     | 1 Platane                                                                 | 1      | Platane                              | 19.01.1935                                           |             | gepflanzt ca. 1750, Stammumfang ca. 6 m, Höhe ca. 33 m, | Fotos hochladen |
| 7              | Herzogenrath ca. 80 m nördlich von Burg Rode Karte                                                                                     | 1 Blutbuche                                                               | 1      | Blutbuche                            | 27.06.1936                                           |             | | Fotos hochladen |
| 8              | Herzogenrath-Kohlscheid Friedhof an der Oststraße. Die Blutbuchen sind auf dem unteren, alten Teil des Friedhofs verteilt. Karte       | 4 Blutbuchen                                                              | 4      | Blutbuche                            | 08.11.1973                                           |             | | Fotos hochladen |
| 9              | Herzogenrath-Kohlscheid Friedhof an der Oststraße. Die 4 Platanen sind auf dem unteren, alten Teil des Friedhofs verteilt. Karte       | 4 Platanen                                                                | 4      | Platane                              | 08.11.1973                                           |             | | Fotos hochladen |
| 10             | Herzogenrath-Kohlscheid Friedhof an der Oststraße. Die 4 Rosskastanien sind auf dem unteren, alten Teil des Friedhofs verteilt. Karte  | 4 Rosskastanien                                                           | 4      | Rosskastanie                         | 08.11.1973                                           |             | | Fotos hochladen |
| 11             | Herzogenrath-Berensberg Gutshof Berensberg Karte                                                                                       | 1 Tulpenbaum                                                              | 1      | Tulpenbaum                           | bereits 1959 im ND-Buch des damaligen Kreises Aachen |             | | BW              |
| 12             | Herzogenrath-Merkstein im Volkspark von Alt-Merkstein an der Ecke Kirchrather Straße/Willibrordstraße Karte                            | 1 Edelkastanie                                                            | 1      | Edelkastanie                         | bereits 1959 im ND-Buch des damaligen Kreises Aachen |             | | Fotos hochladen |
| 13             | Herzogenrath-Merkstein im Volkspark von Alt-Merkstein an der Ecke Kirchrather Straße/Willibrordstraße Karte                            | 1 Blutbuche                                                               | 1      | Blutbuche                            | bereits 1959 im ND-Buch des damaligen Kreises Aachen |             | Geschätztes Alter über 300 Jahre, Höhe ca. 30 m, Stammumfang ca. 3,8 m | Fotos hochladen |
| LP I, 2.3-1    | Herzogenrath-Berensberg Gutshof Berensberg Karte                                                                                       | Baumgruppe aus: 1 Blutbuche, 1 Sommerlinde und 4 Edelkastanien            |        | Edelkastanie, Sommerlinde, Blutbuche | bereits 1959 im ND-Buch des damaligen Kreises Aachen |             | | Fotos hochladen |
| LP I, 2.3-2    | Herzogenrath nordöstlich von Berensberg, am Rand des Paulinenwäldchens zwischen Berensberg und Rumpen Karte                            | 1 Stieleiche, genannt Dicke Eiche                                         | 1      | Stieleiche                           | 08.11.1973                                           |             | | Fotos hochladen |
| LP I, 2.3-6    | Herzogenrath-Kohlscheid Am Ginsterberg, östlich Herzogenrath-Kohlscheid. Karte                                                         | 1 Feldahorn                                                               | 1      | Feldahorn                            |                                                      |             | | Fotos hochladen |
| LP I, 2.3-14   | Herzogenrath Paulinenwäldchen (Koordinaten ungenau!) Karte                                                                             | Buche                                                                     |        | Buche                                |                                                      |             | | BW              |
| LP II, 2.3-6   | Herzogenrath-Ritzerfeld nordwestlich von Gut Ritzerfeld Karte                                                                          | Esskastanie nordwestlich Gut Ritzerfeld                                   | 1      | Edelkastanie                         | 08.11.1973                                           |             | Auf einer Brachfläche nordwestlich Gut Ritzerfeld befindet sich eine Esskastanie                                                                                                 | Fotos hochladen |
| LP II, 2.3-7   | Herzogenrath-Hofstadt am östlichen Ortsrand am Ende der Meulenberghstraße Karte                                                        | 2 Rosskastanien am östlichen Ortsrand von Hofstadt (Ende Meulenberghstr.) | 2      | Rosskastanie                         | 15.04.1985                                           |             | Am östlichen Ortsrand von Hofstadt befinden sich zwei alte Rosskastanien. | Fotos hochladen |
| LP II, 2.3-8   | Herzogenrath-Hofstadt am nördlichen Ortsrand am Ende der Bennostraße Karte                                                             | Rosskastanie am nördlichen Ortsrand von Hofstadt (Ende Bennostr.)         | 1      | Rosskastanie                         | 15.04.1985                                           |             | Am nördlichen Ortsrand von Hofstadt befindet sich eine alte Rosskastanie. | Fotos hochladen |
| LP II, 2.3-9   | Herzogenrath südlich von Herzogenrath-Herbach, an der Nordostseite des Hangwaldes Heidberg (Koordinaten ungenau!) Karte                | Eiche am Hangwald Heidberg südöstlich Herbach                             | 1      | Stieleiche                           | 15.04.1985                                           |             | Auf der Nordostseite des Hangwaldes “Am Heidberg” südöstlich Herbach befindet sich eine alte Eiche.                                                                              | BW              |
| LP II, 2.3-11  | Herzogenrath östlich von Herzogenrath-Wildnis, an der Nordseite der Wegekreuzung neben einem Feldkreus Karte                           | 3 Sommerlinden östlich Wildnis am Wegekreuz                               | 3      | Sommerlinde                          |                                                      |             | Auf der Nordseite einer Wegekreuzung neben einem Feldkreuz östlich Wildnis (Kreuzung Wildnis/In den Paggen) befinden sich drei alte Sommerlinden.                                | Fotos hochladen |
| LP II, 2.3-12  | Herzogenrath nordöstlich von Herzogenrath-Wildnis, an der Westseite der L 47, im Garten eines alleinstehenden Hauses Karte             | Trauerweide nordöstlich Wildnis                                           | 1      | Trauerweide                          | 15.04.1985                                           |             | In einem Vorgarten an der Kirchstr. nordöstlich Wildnis befindet sich eine Trauerweide.                                                                                          | Fotos hochladen |
| LP II, 2.3-13  | Herzogenrath nordöstlich von Herzogenrath-Wildnis, an der Westseite der L 47, etwas südlich des alleinstehenden Hauses Karte           | 3 Winterlinden nordöstlich Wildnis                                        | 3      | Winterlinde                          | 15.04.1985                                           |             | Auf der Westseite der L 47 nordöstlich Wildnis (Kreuzung Kirchstr./Wildnis) befinden sich drei alte Winterlinden.                                                                | Fotos hochladen |
| LP II, 2.3-23  | Herzogenrath nördlich Herzogenrath-Worm im Tagebau der "Nivelsteiner Sandwerke und Sandsteinbrüche GmbH" (Koordindaten ungenau!) Karte | Geologisches Denkmal in den Nivelsteiner Sandwerken                       |        |                                      | 15.04.1985                                           |             | Hierbei handelt es sich um die einzige Stelle in Nordwest-Europa, an der verhärtete Sandsteinbastionen, die durch eine Bodenbildung im Tertiär entstanden sind, zugänglich sind. | BW              |